# 冥河合唱團
冥河合唱團（英語：Styx，/stɪks/）是來自美國芝加哥的搖滾樂團，於1972年成立，以1970年代末至80年代初發行的專輯而成名。他們以硬式搖滾結合吉他與原聲吉他的平衡、合成器與原聲鋼琴的混合，帶有民謠的快節奏曲目以及融合國際音樂劇院元素而聞名。樂隊在1970年代以前衛搖滾確立了自己的地位，並在1980年代開始融合流行搖滾和軟式搖滾元素。

## 外部連結
- 官方网站